# نيناد توموفيتش
نيناد توموفيتش (مواليد 30 أغسطس 1987 في كراغوييفاتش - يوغوسلافيا) (بالصربية:Ненад Томовић) لاعب كرة قدم صربي يلعب حاليا لصالح نادي الدرجة الأولى جنوى الإيطالي منذ 2009 في مركز قلب الدفاع .

## روابط خارجية
- نيناد توموفيتش على موقع الاتحاد الدولي (مؤرشف)  (الإنجليزية)
- نيناد توموفيتش على موقع الاتحاد الأوربي (الإنجليزية)
- نيناد توموفيتش على موقع قاعدة بيانات كرة القدم.إي يو (الإنجليزية)
- نيناد توموفيتش على موقع ناشيونال فوتبول تيمز (الإنجليزية)
- نيناد توموفيتش على موقع Soccerway.com (الإنجليزية)
- نيناد توموفيتش على موقع عالم كرة القدم.نت (الإنجليزية)
- نيناد توموفيتش على موقع كووورة
- نيناد توموفيتش على موقع اللجنة الأولمبية الدولية (الإنجليزية)
- نيناد توموفيتش على موقع أوليمبيديا (الإنجليزية)
- نيناد توموفيتش على موقع AS.com (الإسبانية)